# ميل راديو
ميل راديو (بالإنجليزية: Mel Raido)‏ هو ممثل بريطاني، ولد في 1977 في جامايكا.

## أعمال

### أفلام
- (2006) أوه جيروزليم
- (2014) جيما بوفيري[3][4]

## وصلات خارجية
- ميل راديو على موقع IMDb (الإنجليزية)
- ميل راديو على موقع قاعدة بيانات الأفلام العربية
- ميل راديو على موقع ألو سيني (الفرنسية)
- ميل راديو على موقع أول موفي (الإنجليزية)
- ميل راديو على موقع قاعدة بيانات الفيلم (الإنجليزية)
- ميل راديو على موقع كينوبويسك (الروسية)